# Nova Gorica
Nova Gorica (Duits: Neu-Görz; Italiaans: Nuova Gorizia; Friulisch: Gnove Gurize) is een plaats en gemeente in Slovenië en grenst aan de Italiaanse stad Gorizia. De gemeente Nova Gorica telt 31.956 inwoners (1 januari 2024). De gelijknamige hoofdplaats telt 13.031 inwoners (1 januari 2020).
Gorizia behoorde voor de Eerste Wereldoorlog tot Oostenrijk-Hongarije. Met het Verdrag van Rapallo in 1920 werd de stad en de omgeving aan het Koninkrijk Italië toegewezen. Dit werd gedeeltelijk ongedaan gemaakt na de Tweede Wereldoorlog bij de Vrede van Parijs in 1947. Italië moest daarbij verschillende gebieden afstaan aan Joegoslavië, waaronder een deel van de provincie Gorizia en een groot deel van Istrië.
Ten oosten van de Italiaanse stad Gorizia, werd door het toenmalige Joegoslavië een nieuwe stad gebouwd met de naam Nova Gorica. De nieuwe stad is gebouwd door enkele duizenden mensen waarvan meer dan de helft vrijwilligers. Sinds 1991 hoort de stad bij Slovenië.

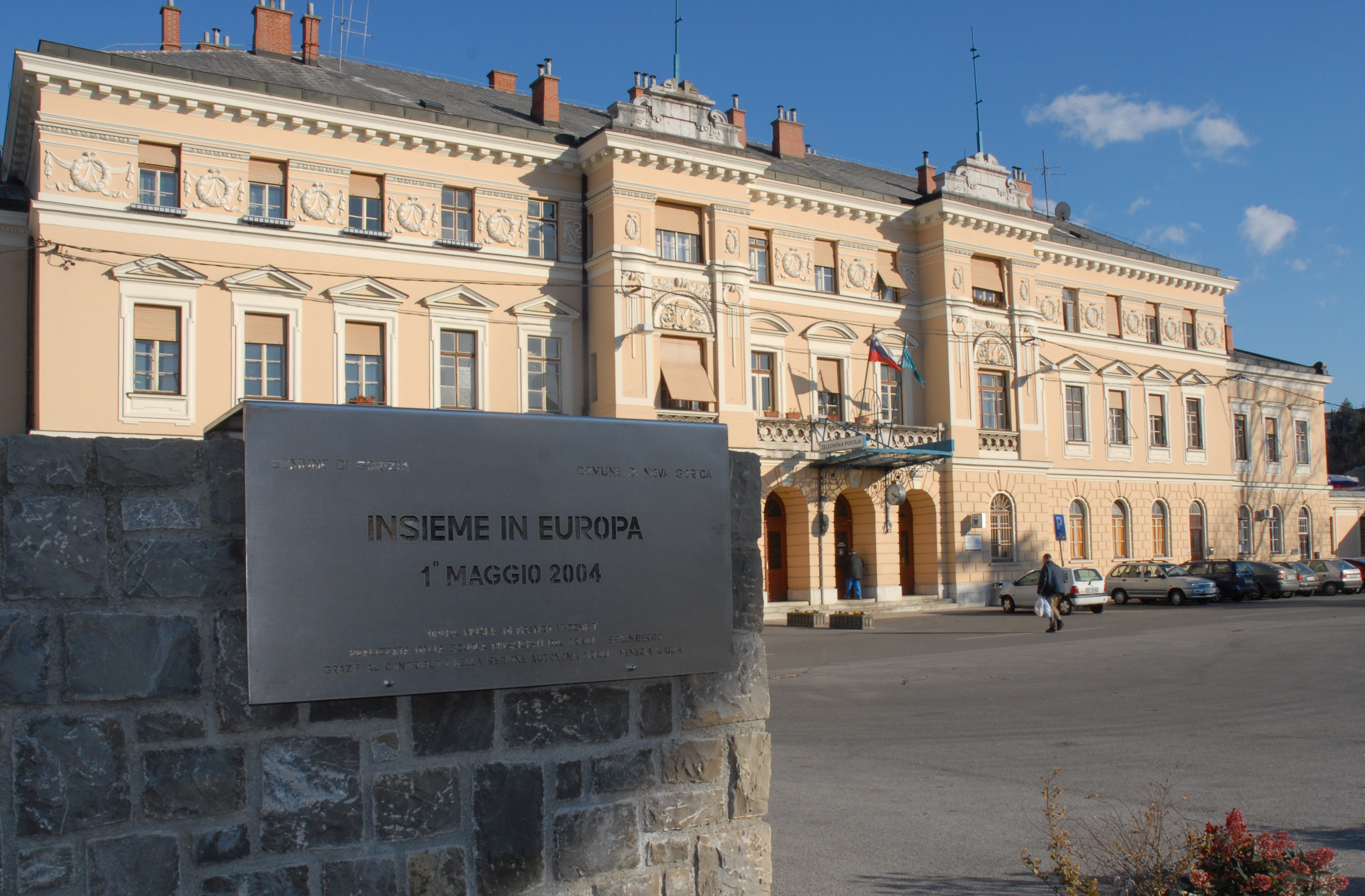
Stationsplein in Nova Gorica (Piazza della Transalpina) met restant van de muur die Slovenië en Italië scheidde

De grens tussen Slovenië (Joegoslavië) en Italië loopt sinds 1947 door de dubbelstad Gorizia-Nova Gorica. Het station aan de spoorlijn van West-Oostenrijk naar Triest kwam in Nova Gorica te liggen. De grens tussen Italië en Slovenië loopt daarbij over het stationsplein.
De toetreding van Slovenië tot de Europese Unie op 1 mei 2004 werd met veel festiviteiten gevierd in de gedeelde stad. Door de toetreding van Slovenië tot het Verdrag van Schengen zijn er sinds 21 december 2007 geen grenscontroles meer. Sindsdien zijn Gorizia, Nova Gorica en buurgemeente Šempeter-Vrtojba naar elkaar toegegroeid als metropolitane zone.
De laatste Franse koning van het Huis Bourbon, Karel X, is bijgezet in een crypte die sinds 1948 in Nova Gorica ligt.

## Sport
ND Gorica is de professionele voetbalclub van de stad en is meervoudig landskampioen en bekerwinnaar van Slovenië.
Nova Gorica was op 24 mei 2025 aankomstplaats van een etappe in wielerkoers Ronde van Italië. De in Treviso gestarte etappe werd gewonnen door de Deen Kasper Asgreen.

## Plaatsen in de gemeente
Ajševica, Arčoni, Banjšice, Bate, Branik, Brdo, Budihni, Čepovan, Dornberk, Draga, Gradišče nad Prvačino, Grgar, Grgarske Ravne, Kromberk, Lazna, Loke, Lokovec, Lokve, Nemci, Nova Gorica, Osek, Ozeljan, Podgozd, Potok pri Dornberku, Preserje, Pristava, Prvačina, Ravnica, Rožna Dolina, Saksid, Solkan, Spodnja Branica, Stara Gora, Steske, Šempas, Šmaver, Šmihel, Tabor, Trnovo, Vitovlje, Voglarji, Zalošče

## Geboren
- Dean Podgornik (1979), Sloveens wielrenner

Ajdovščina · Bovec · Brda · Cerkno · Idrija · Kanal ob Soči · Kobarid · Miren-Kostanjevica · Nova Gorica · Renče-Vogrsko · Šempeter-Vrtojba · Tolmin · Vipava